# Стойчо Неманички
Стойчо Неманички е български революционер, войвода на Вътрешната македонска революционна организация.

## Биография
Роден е в светиниколското село Неманици, тогава в Османската империя, поради което носи прякора Неманички. Влиза във ВМРО и става войвода на чета на организацията. На 7 февруари 1923 година четата му от 10 души е открита от 100 жандармеристи в село Станевци. Неманички започва тежко сражение, в което загиват 6 сръбски жандармеристи, начело с командира си Радован Брицо. Българските четници успяват да се измъкнат без жертви. Като наказание жандармерията арестува всички мъже в селото – 38 души. Седем от тях са убити по пътя към Свети Никола, а останалите са осъдени от 3 до 15 години.